# Suslic de Califòrnia
El suslic de Califòrnia (Otospermophilus beecheyi) és una espècie de rosegador de la família dels esciúrids. Viu a Mèxic i els Estats Units. Els seus hàbitats naturals són els biomes de successió, els camps de conreu, els chaparrals, els deserts i els herbassars oberts. És una espècie en risc mínim, és a dir, no sembla que hi hagi cap amenaça significativa per a la seva supervivència.
Aquest tàxon fou anomenat en honor del geògraf i cartògraf britànic Frederick William Beechey.